# Пастель (блюдо)
Пастель (порт. pastel, мн.ч. pastéis, также pastel de feira, мн.ч. pastéis de feira) — типичное бразильское блюдо быстрого питания, в виде полукруглых или прямоугольных пирожков из тонкого теста с разнообразными начинками, обжаренных в растительном масле. В результате получается хрустящий жареный пирожок, напоминающий чебурек. Его родиной считается Сан-Паулу.

## Название
Pastel — испанское и португальское слово, обозначающее выпечку (англ. pastry), сладость. Это слово употребляется в отношении различных блюд в странах, где говорят на этих языках. Примером может быть десерт паштел-де-ната.

## Происхождение
Наиболее распространенными начинками для пастель являются мясной фарш, моцарелла, бразильский мягкий сыр катупири, сердцевина пальмы, треска, сливочный сыр, курятина и мелкие креветки. Также существуют пирожки со сладкими начинками, такими как паста из гуавы с сыром Минас, бананом и шоколадом. Пастел классифицируется в бразильской кухне как сальгадо (salgado, пикантная закуска). Их традиционно продают на улицах, открытых рынках или в заведениях быстрого питания, известных как пастеларии (pastelarias). Обычно говорят, что пирожок возник, когда китайские иммигранты адаптировали свои традиционные блинчики с начинкой к бразильскому вкусу, используя местные ингредиенты.
Рецепт был позже популяризирован японскими иммигрантами, которые во время Второй мировой войны пытались притвориться китайцами, чтобы избежать предрассудков, с которыми японцы столкнулись во время войны. Другая теория происхождения заключается в том, что японские иммигранты адаптировали китайские жареные вонтоны для продажи в качестве закуски на еженедельных уличных рынках.
Распространенным напитком, который пьют с пастеис, является кальдо де кана, сок сахарного тростника.